# Píldoras
Píldoras es un cortometraje español del año 2012 del género thriller dirigido por Pedro Pérez Martí, escrito por Antonio David Peña Alcarria y protagonizado por Erika Sanz y Javier Mejía.
Es la segunda película del director granadino, tras Tiempo de descuento. Se rodó el 11 y 12 de febrero de 2012 en  Peligros. Fue estrenada el 27 de abril de 2012 en el Teatro Isabel La Católica de Granada, dentro del Festival "Mujeres del Cine".

## Sinopsis
David (Javier Mejía), un hombre perjudicado por la actual crisis económica, de pronto tiene un golpe de suerte y encuentra el trabajo de su vida en una respetada empresa. Todo parece ir de maravilla, hasta que decide invitar a sus jefes a cenar a su casa. 

## Participación en festivales
- En septiembre de 2012, concursó en el I Festival de Cinejoven de Loja.
- En octubre de 2012 ha sido nominado para participar en el Festival lavidaescorto. Ganador del primer premio del Jurado Profesional
- A finales del mes de octubre participará en el Festival de Cine Fantástico y de Terror de Peligros.